# 大埔海濱公園

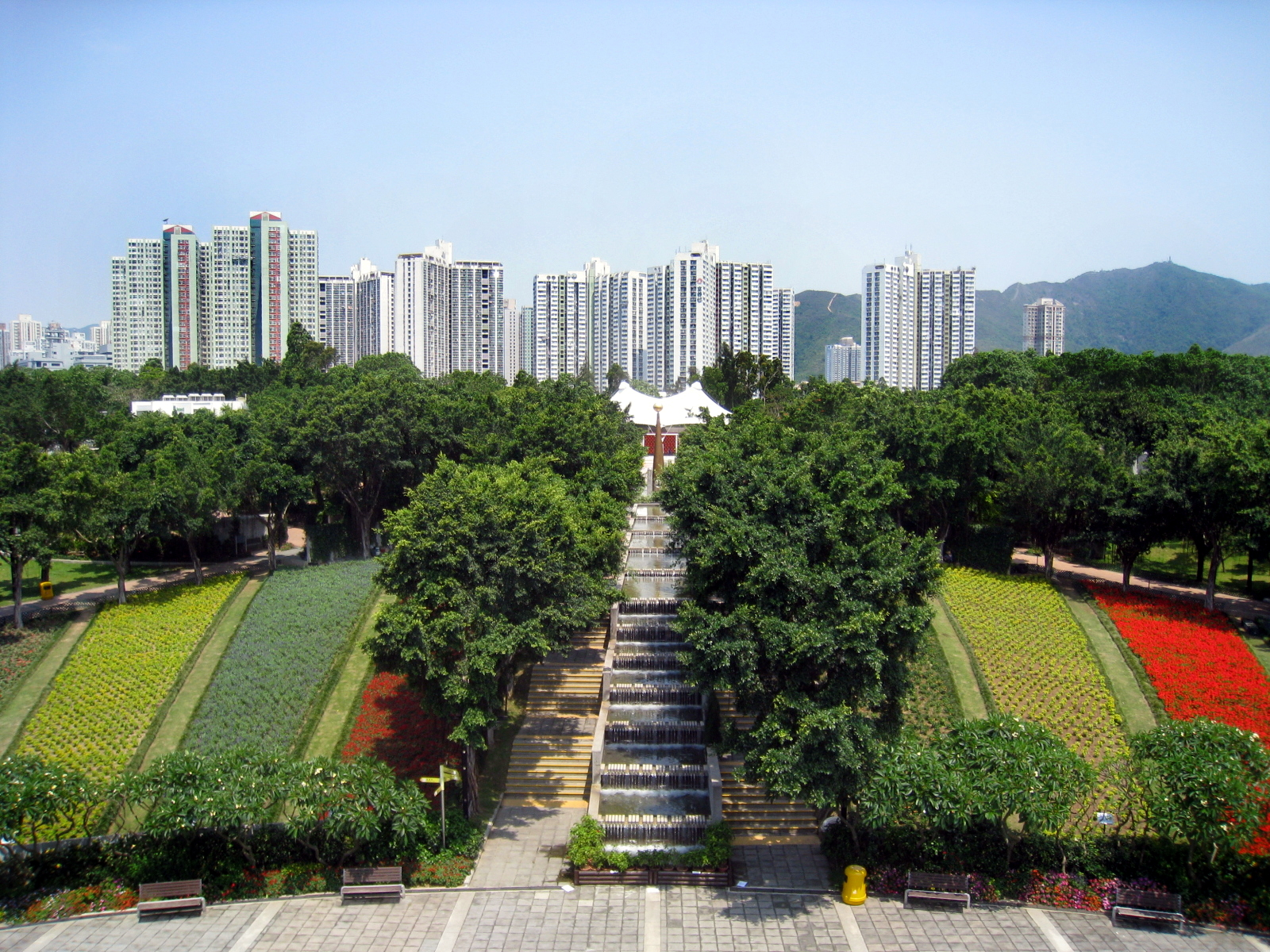
從香港回歸紀念塔眺望大埔海濱公園巨型花海（2009年）

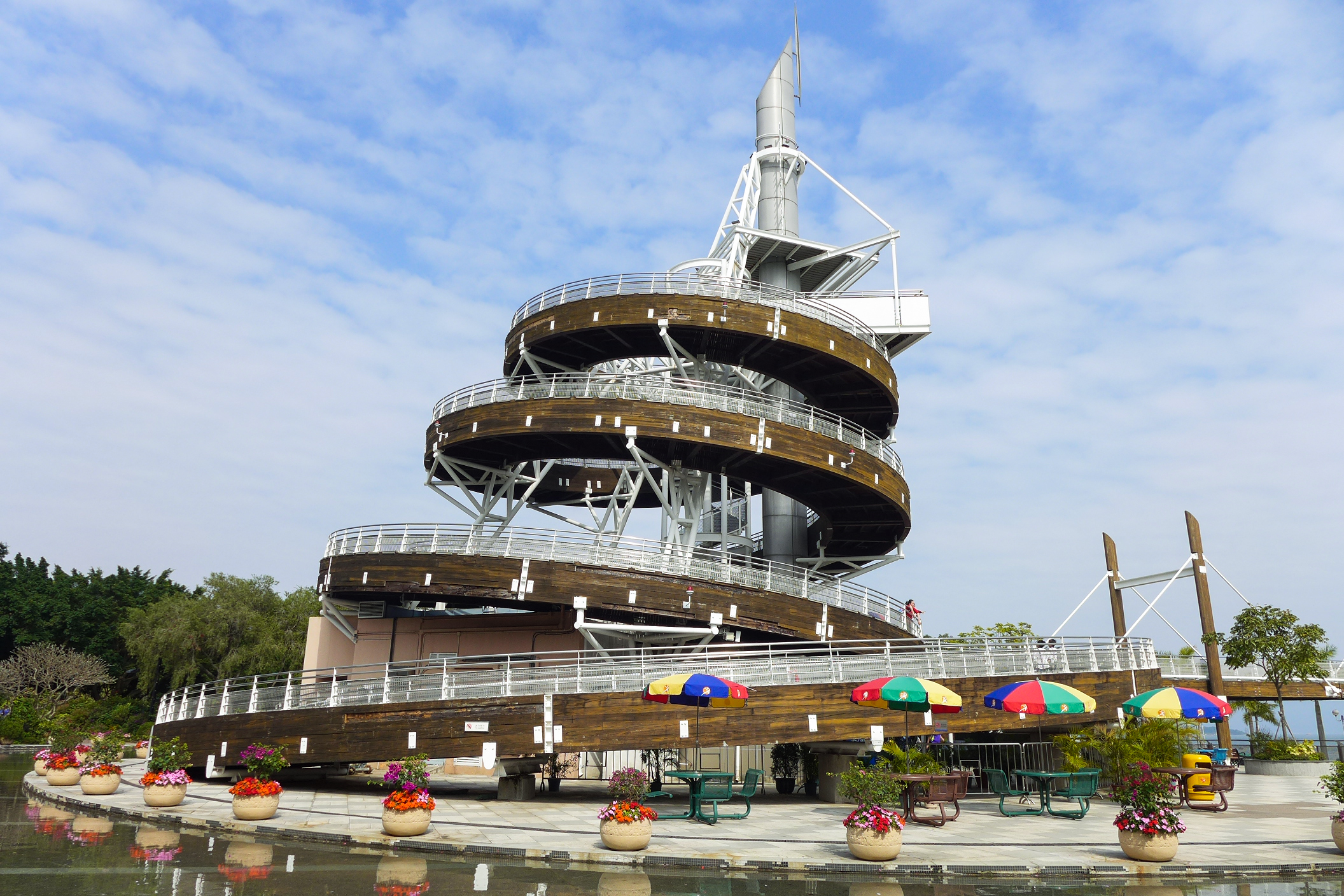
香港回歸紀念塔

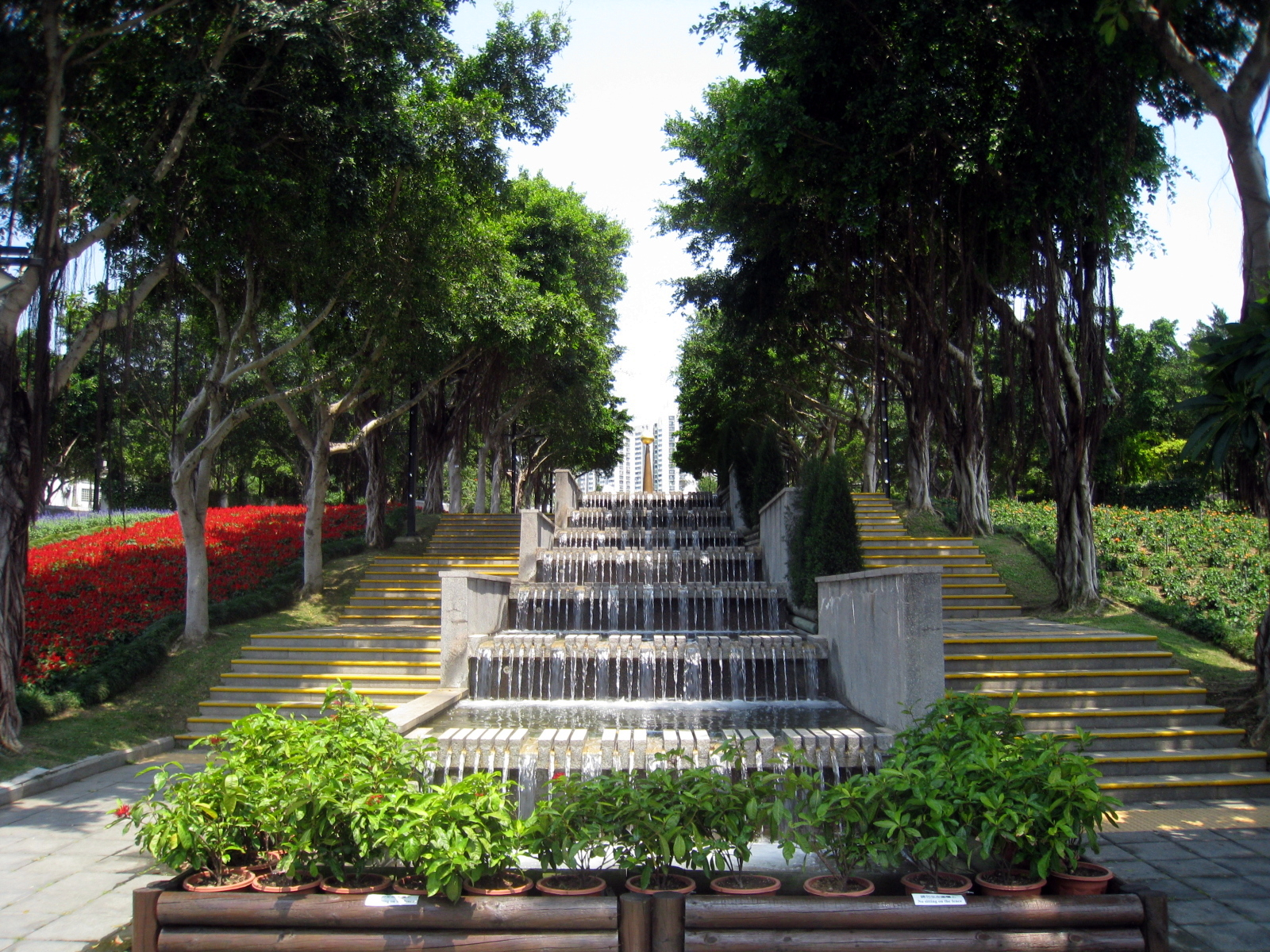
中央水景採用梯級式設計

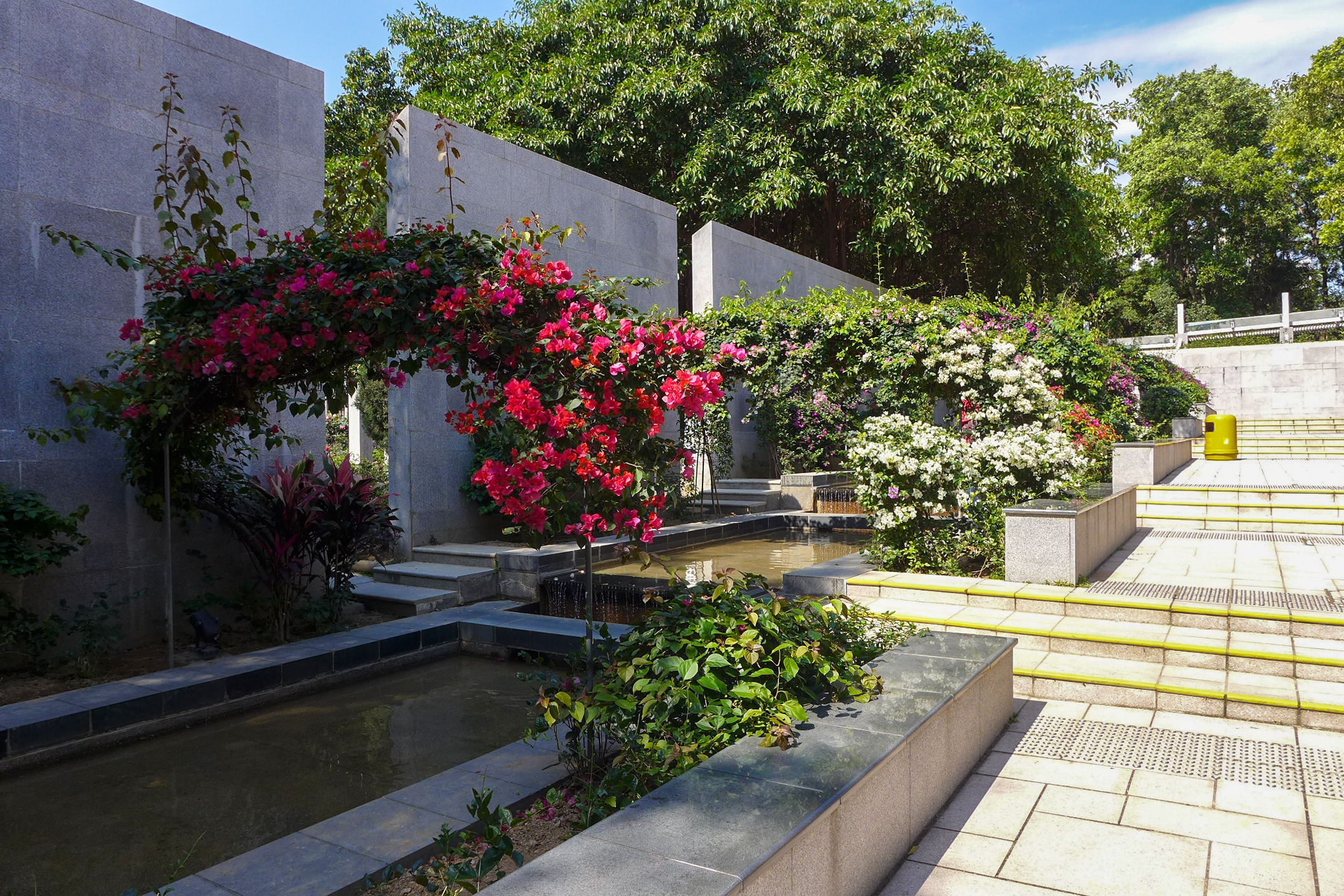
西式花園水景

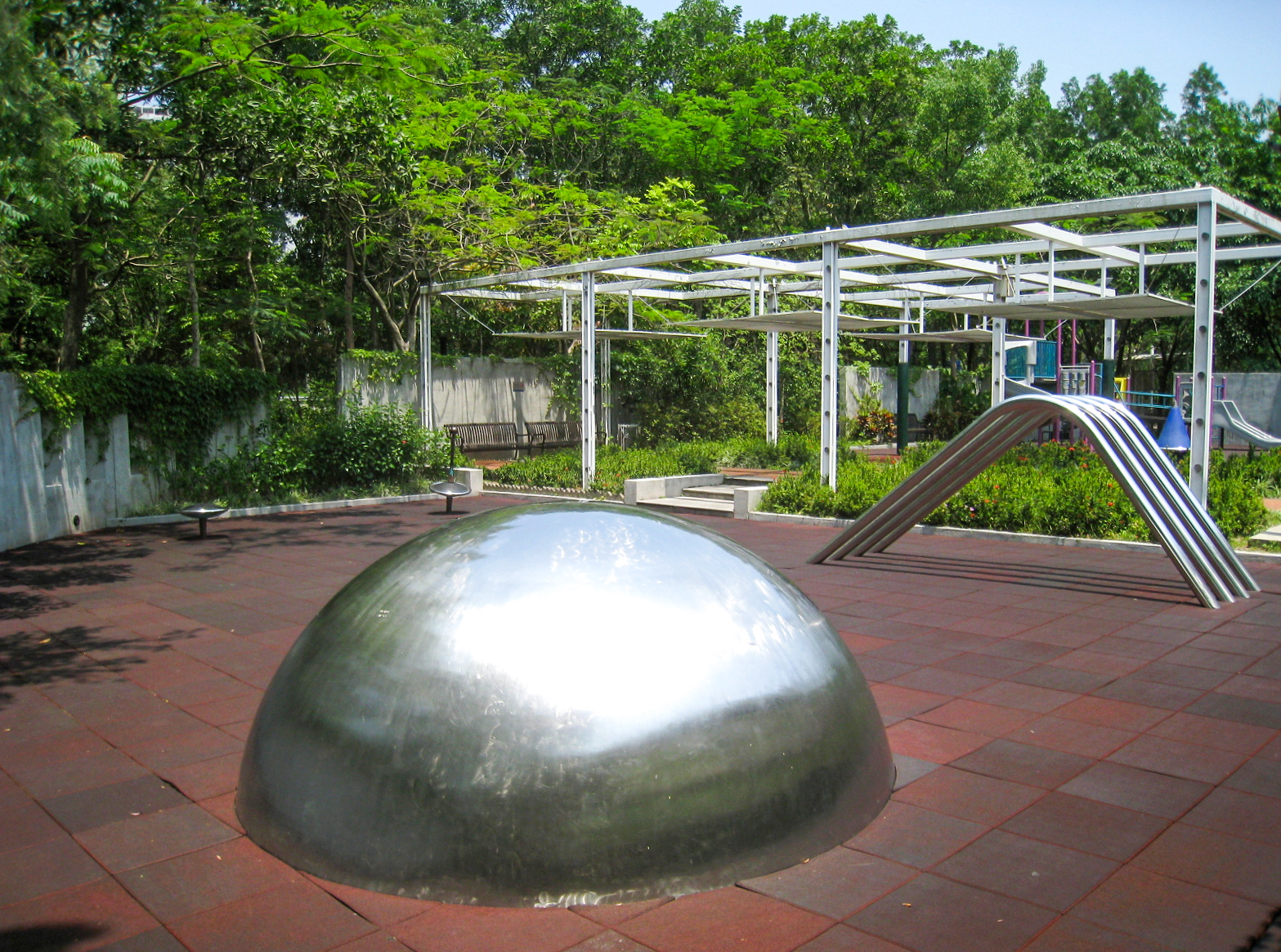
科技兒童遊樂場（2009年）

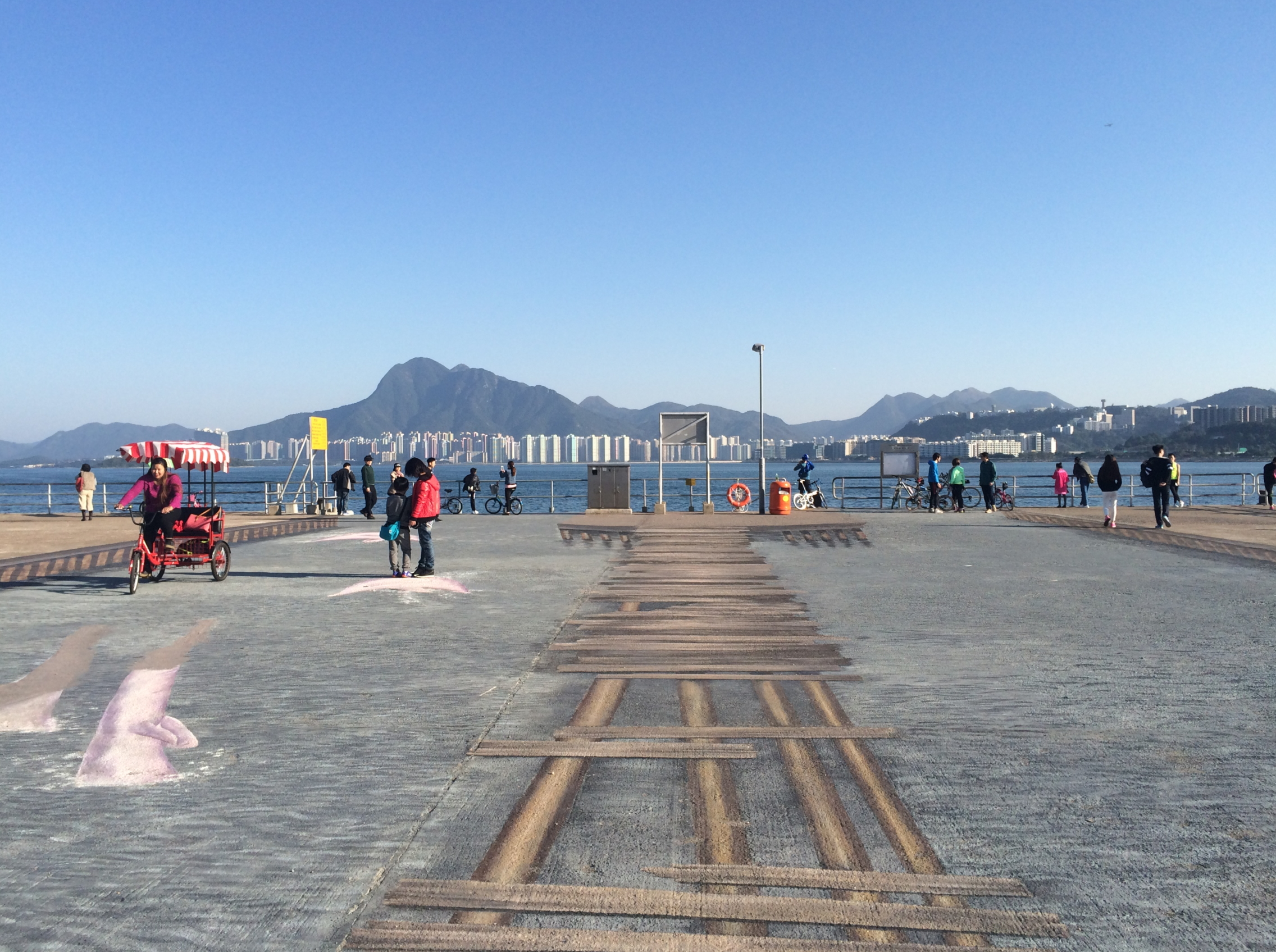
2015年起，海濱公園盡頭的碼頭空地設全港最大的5D地畫

大埔海濱公園（英語：Tai Po Waterfront Park）位於香港新界大埔區大埔大發街，鄰近大埔創新園、富善邨及廣福邨，與位於南面的元洲仔公園對望，由林村河河口分隔。大埔海濱公園於從填海得來的約22公頃土地上興建，為香港面積最大的公園，由康樂及文化事務署及前區域市政局管理。

## 歷史
大埔海濱公園於香港回歸前為完善公園的擴展部份，可以分為海濱花園及海濱公園兩部份，分別於1994年及1997年建成，耗資2億1千萬港元興建，於1997年6月25日由時任區域市政局主席林偉強主持揭幕。

## 設計
大埔海濱公園的最大特色為整座公園仿如座落在一座山丘上，以中央部份為最高點，向四周伸展。此外，園內設有一座香港回歸紀念塔，遊人可以登上塔上瞭覽大埔海濱公園之全景，遠眺八仙嶺及馬鞍山的景色。香港回歸紀念塔高32.4米，分上下兩層，為螺旋形設計，以木材為建築材料。
2007年6月25日新界鄉議局在園內豎立「回歸十周年紀念雕塑」，與十年前落成的回歸紀念塔互相輝映，雕塑約高18米，由雕塑家文樓設計，以「中」字為造型，底部由金銀兩柱並立撐起，代表兩個制度的共存。
到2015年5月，大埔海濱公園盡頭的碼頭空地畫出全港最大的5D地畫，由20位青年藝術家、Omni Art組合，以及超過200名青少年、新來港人士、少數族裔及婦女制作而成，地畫呈現了海洋生態及瀕臨絕種的中華白海豚。唯政務司司長林鄭月娥出席開幕禮，與一幅中華白海豚合照時，被網民批評林鄭無力進行保育，更引發改圖。

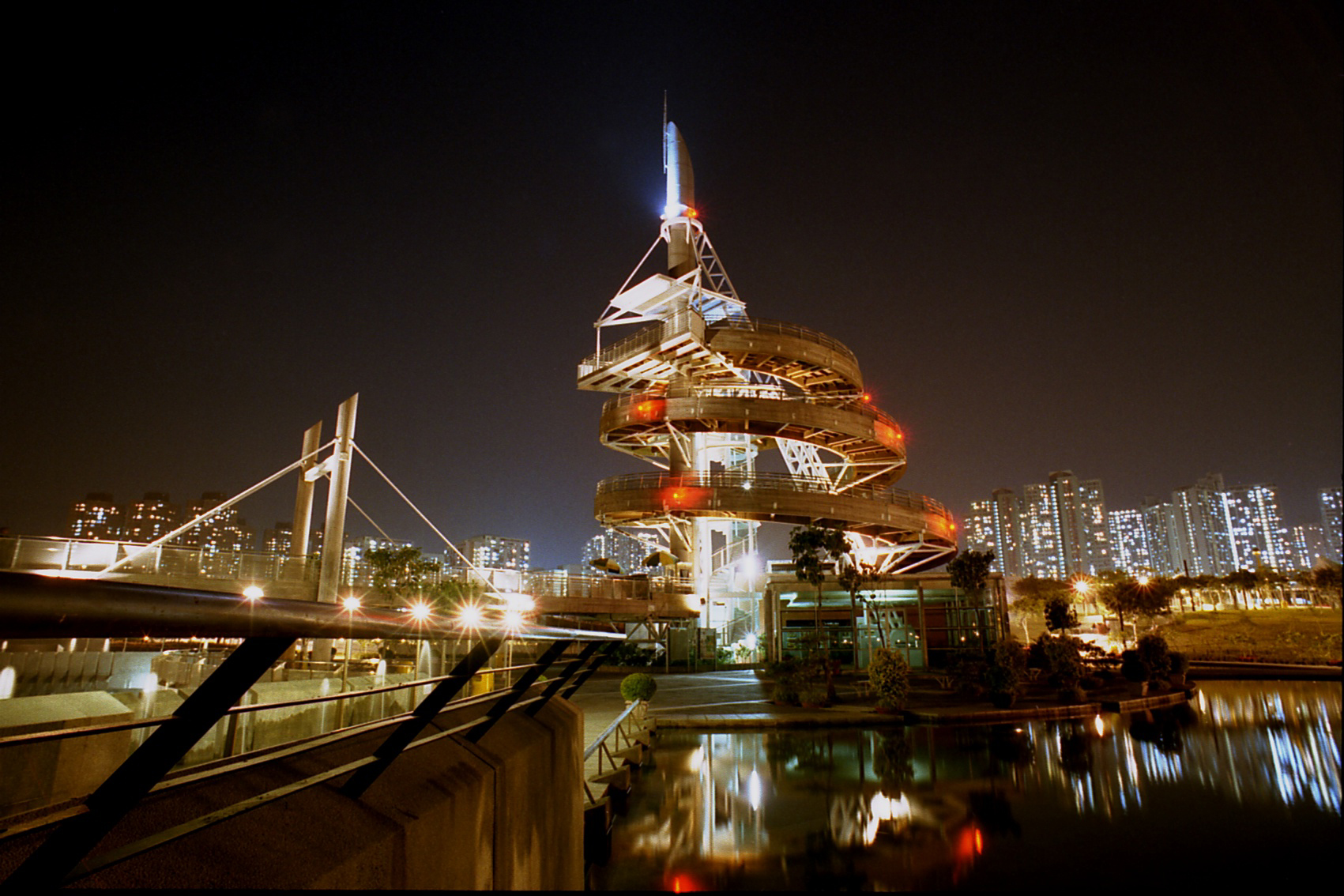
香港回歸紀念塔夜景
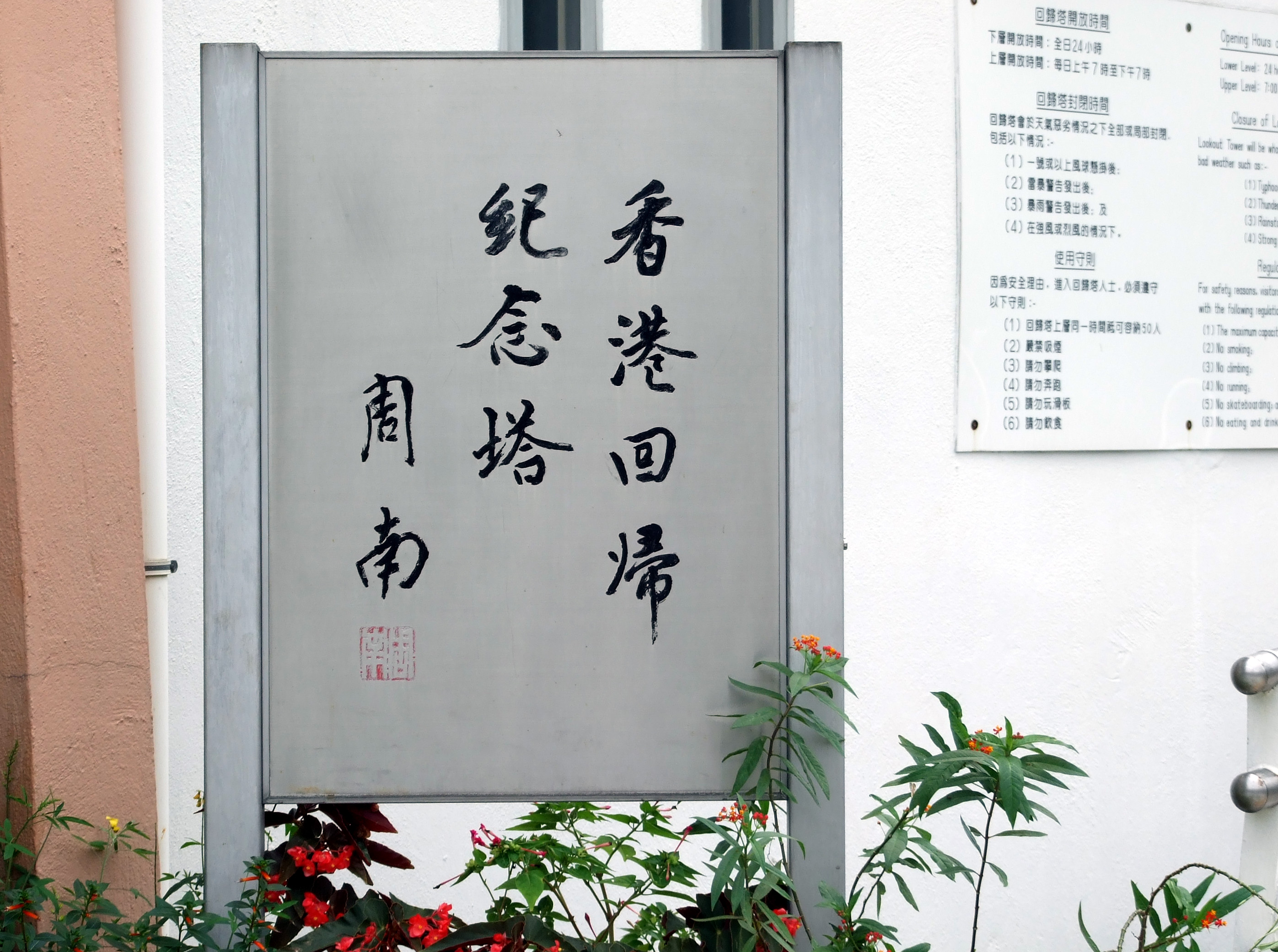
周南題香港回歸紀念塔
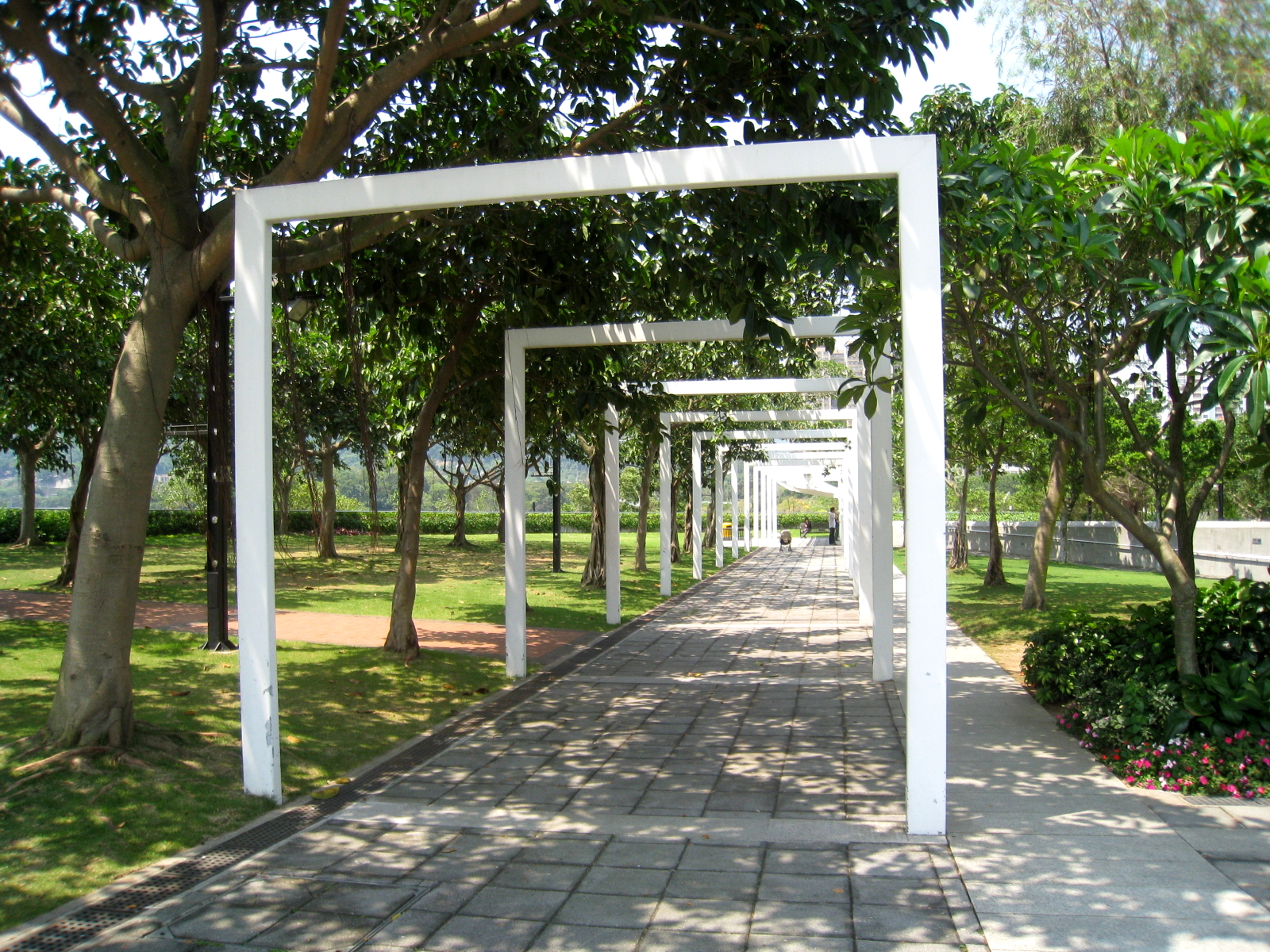
公園長廊拱門採用簡約設計
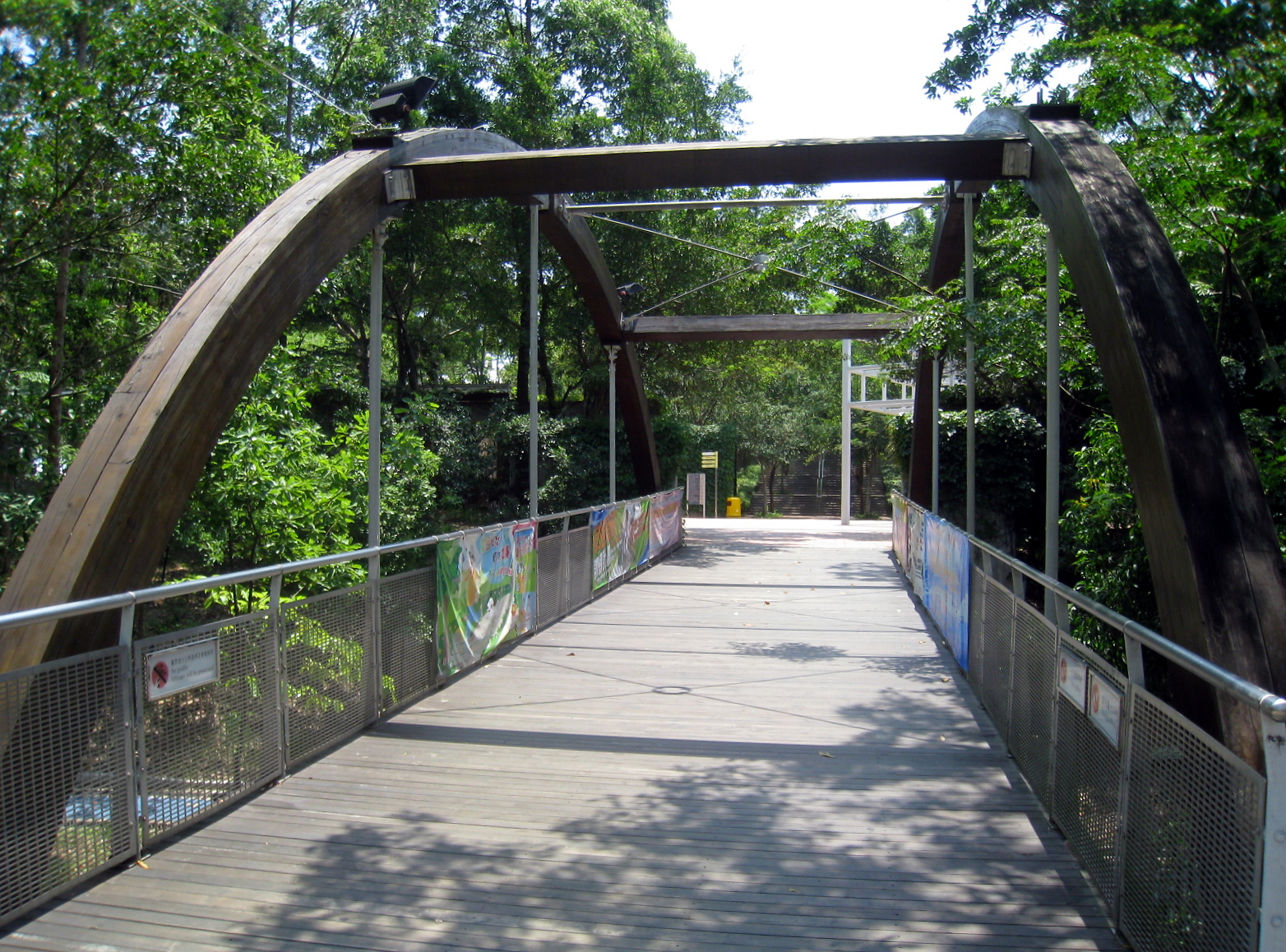
公園拱橋以木作材料
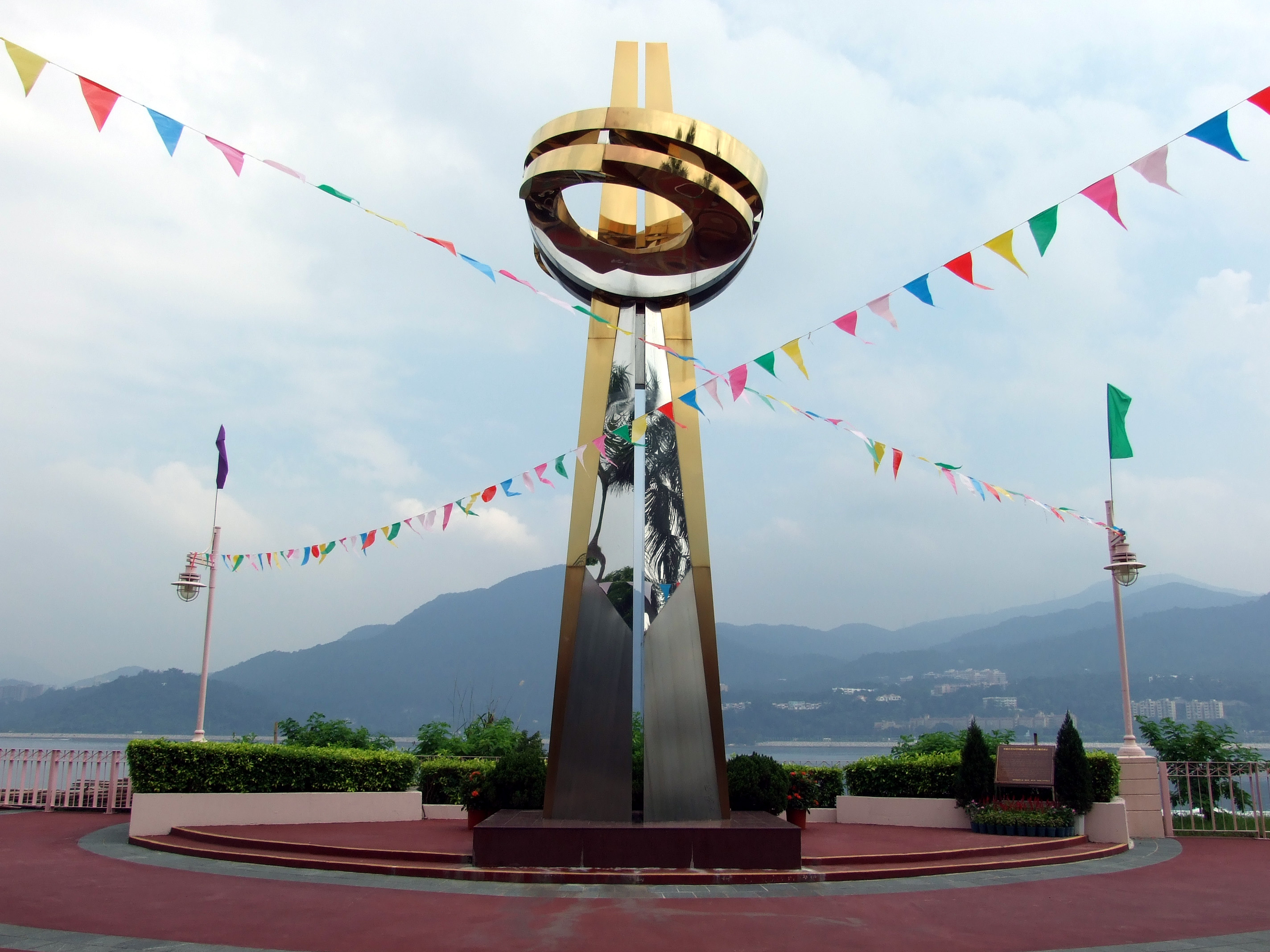
回歸十周年紀念雕塑

## 設施
除香港回歸紀念塔外，大埔海濱公園內有長達1,200米的海濱長廊、660個座位及上蓋的觀景臺、600個座位及瓦遮頭的露天劇場、草地滾球場、緩跑徑、昆蟲屋、自然生態花園、西式花園、模型船水池以及香港少有的風箏場等等。
公園外設有單車亭，提供單車作租用，遊客可踏單車前往沙田，沿途欣賞吐露港景色，亦可於沙田公園交還單車。
大埔海濱公園是康文署特定六個可舉行婚禮的康樂場地之一，準新人可選擇婚禮在草坪或露天劇場舉行婚禮。

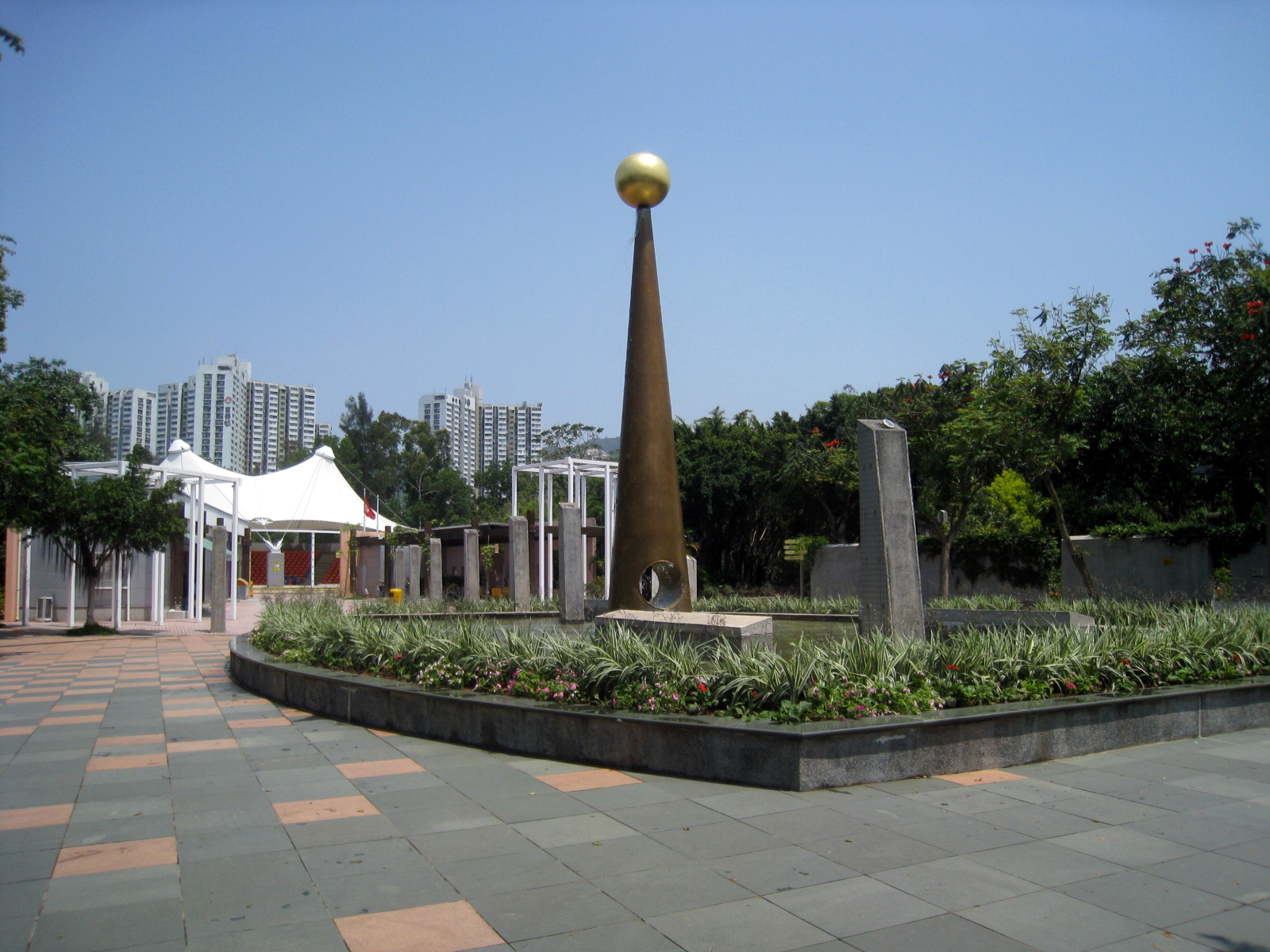
中央水景
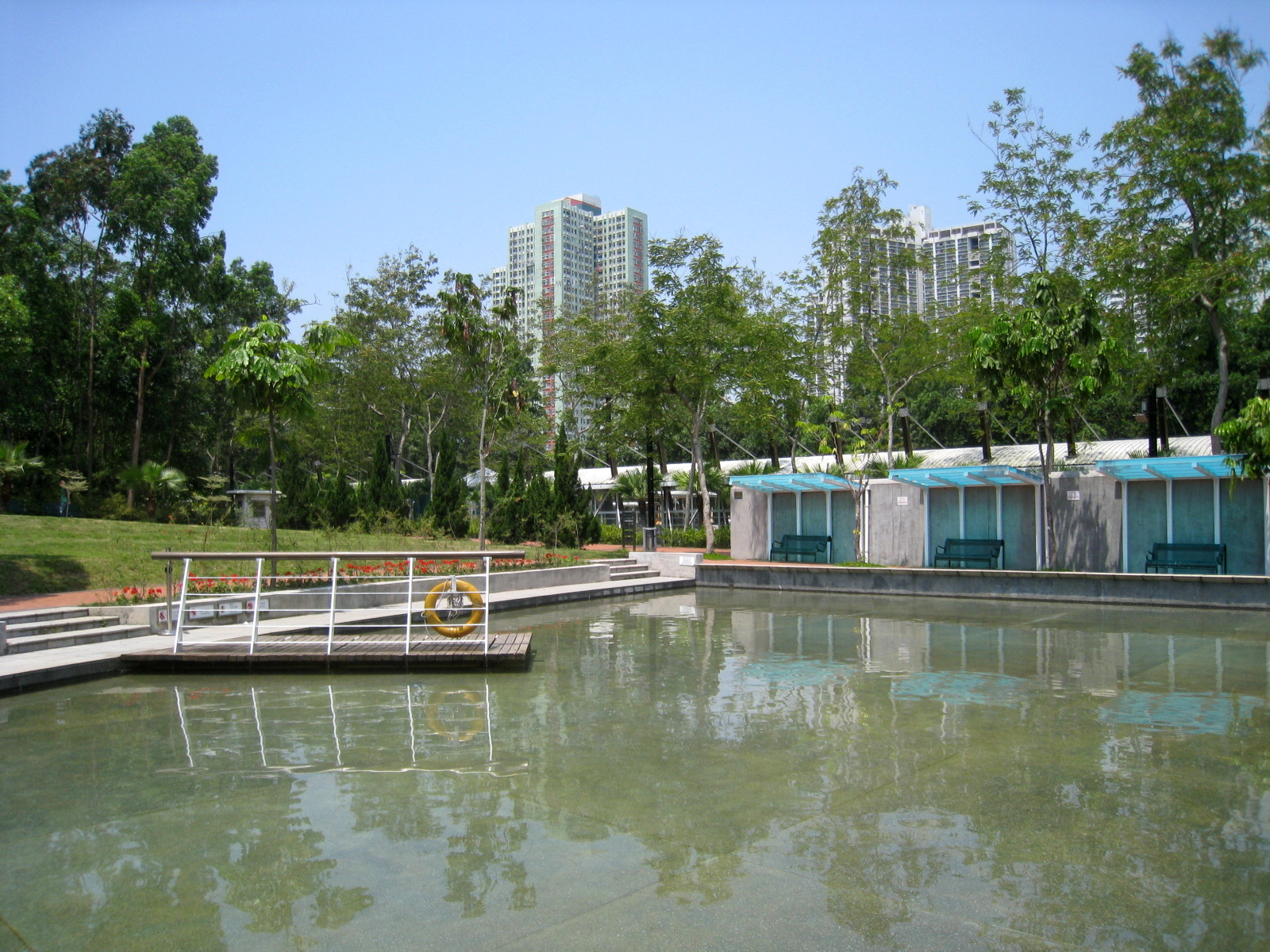
模型船池
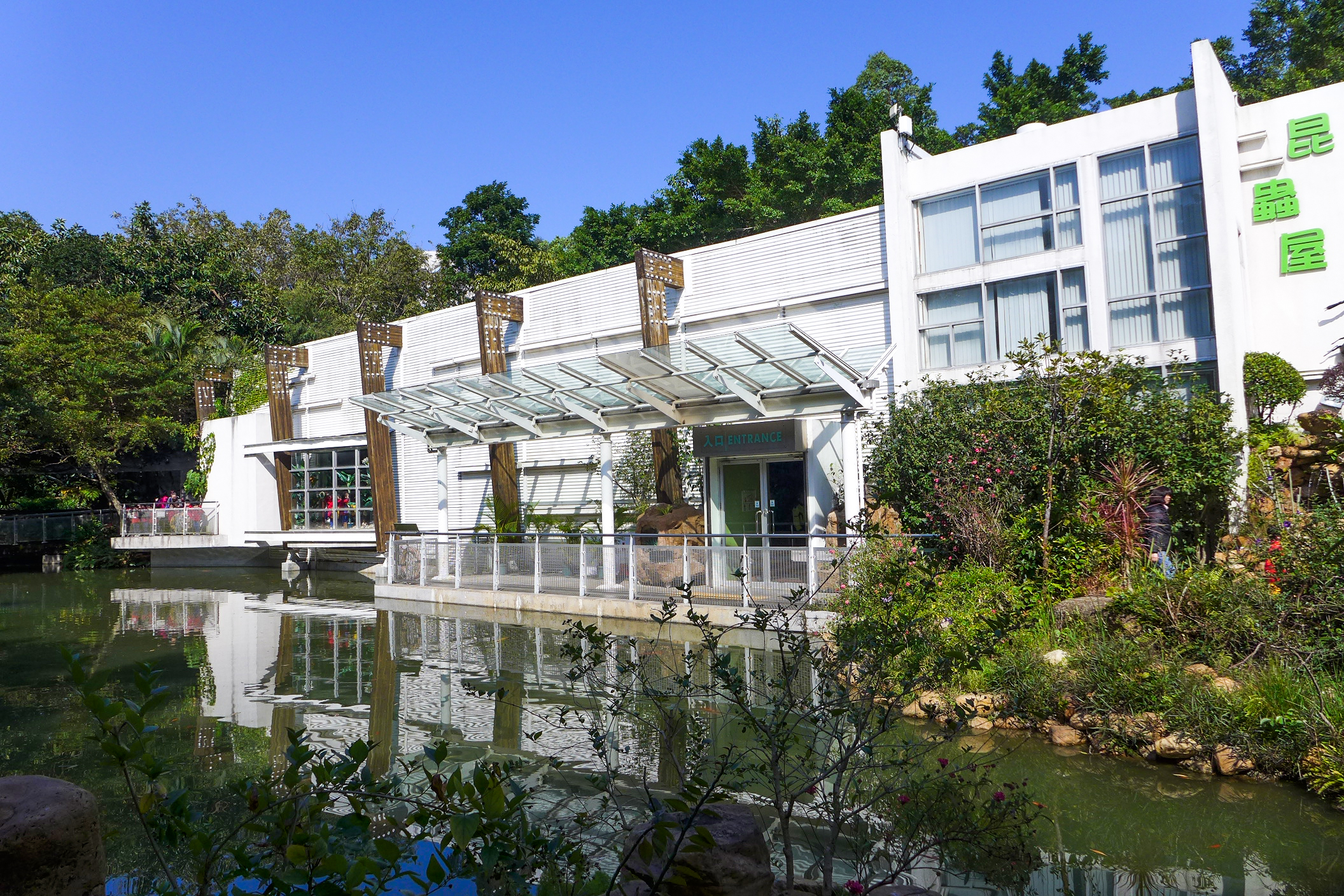
昆蟲屋
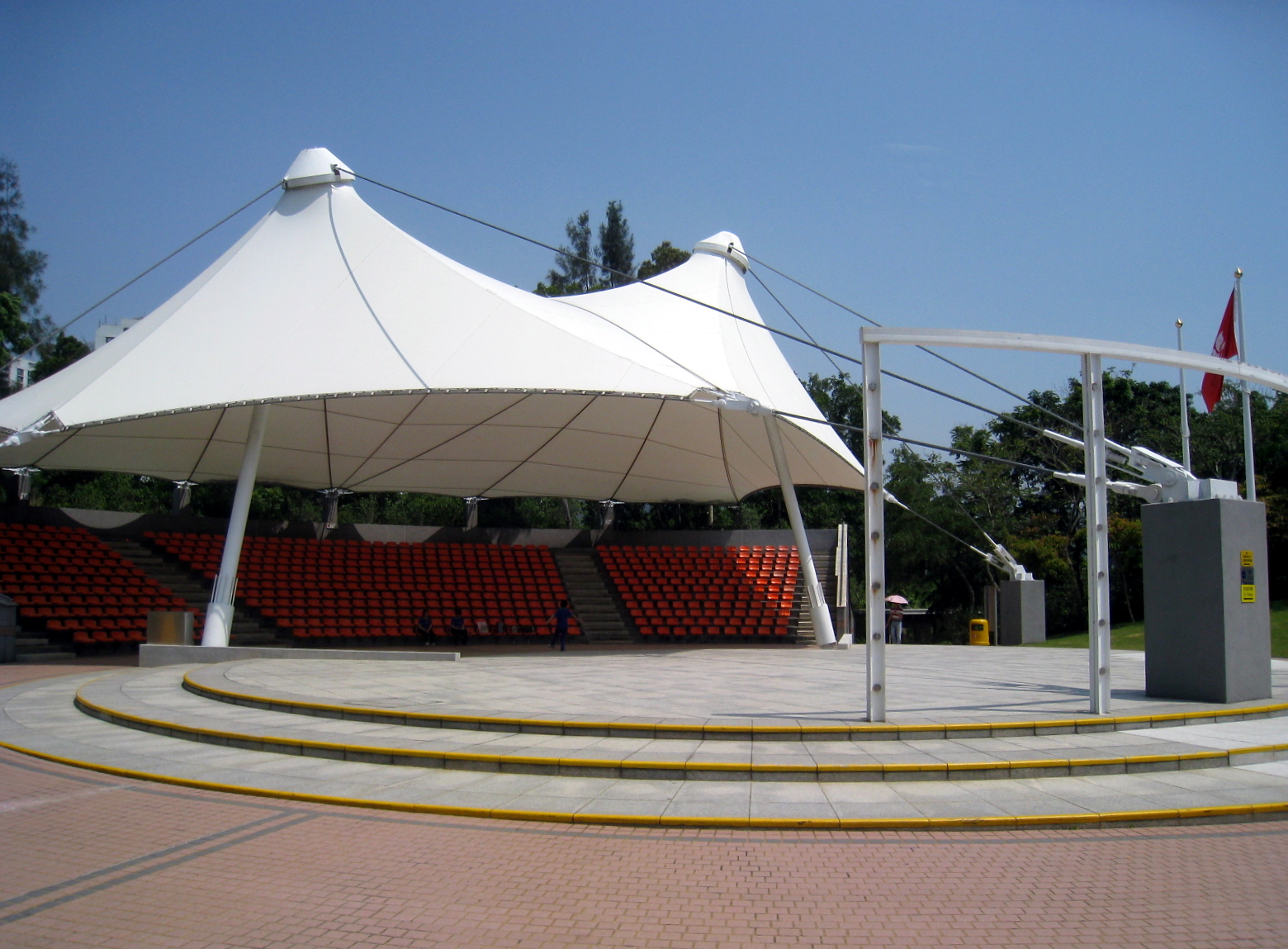
露天劇場
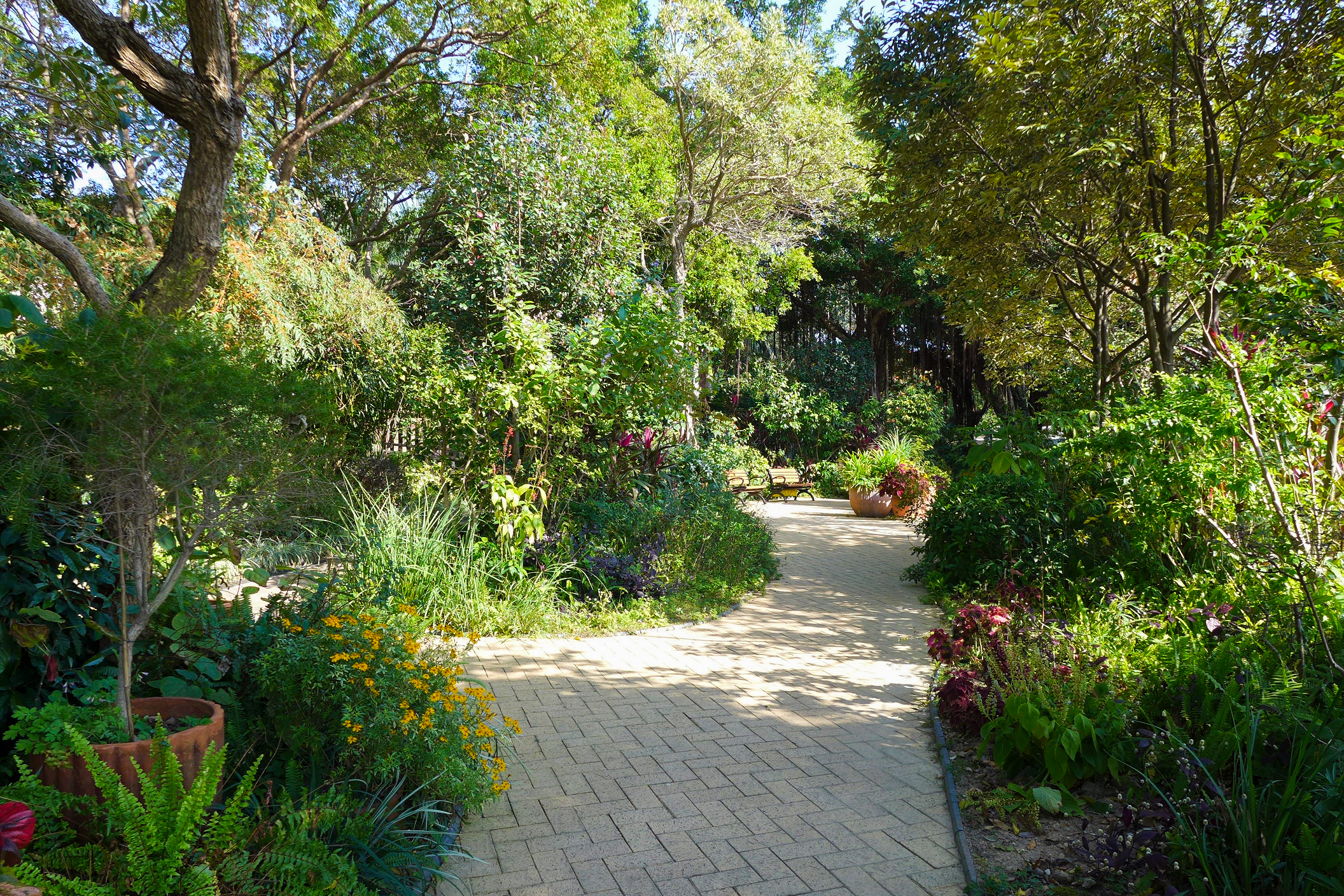
香草園
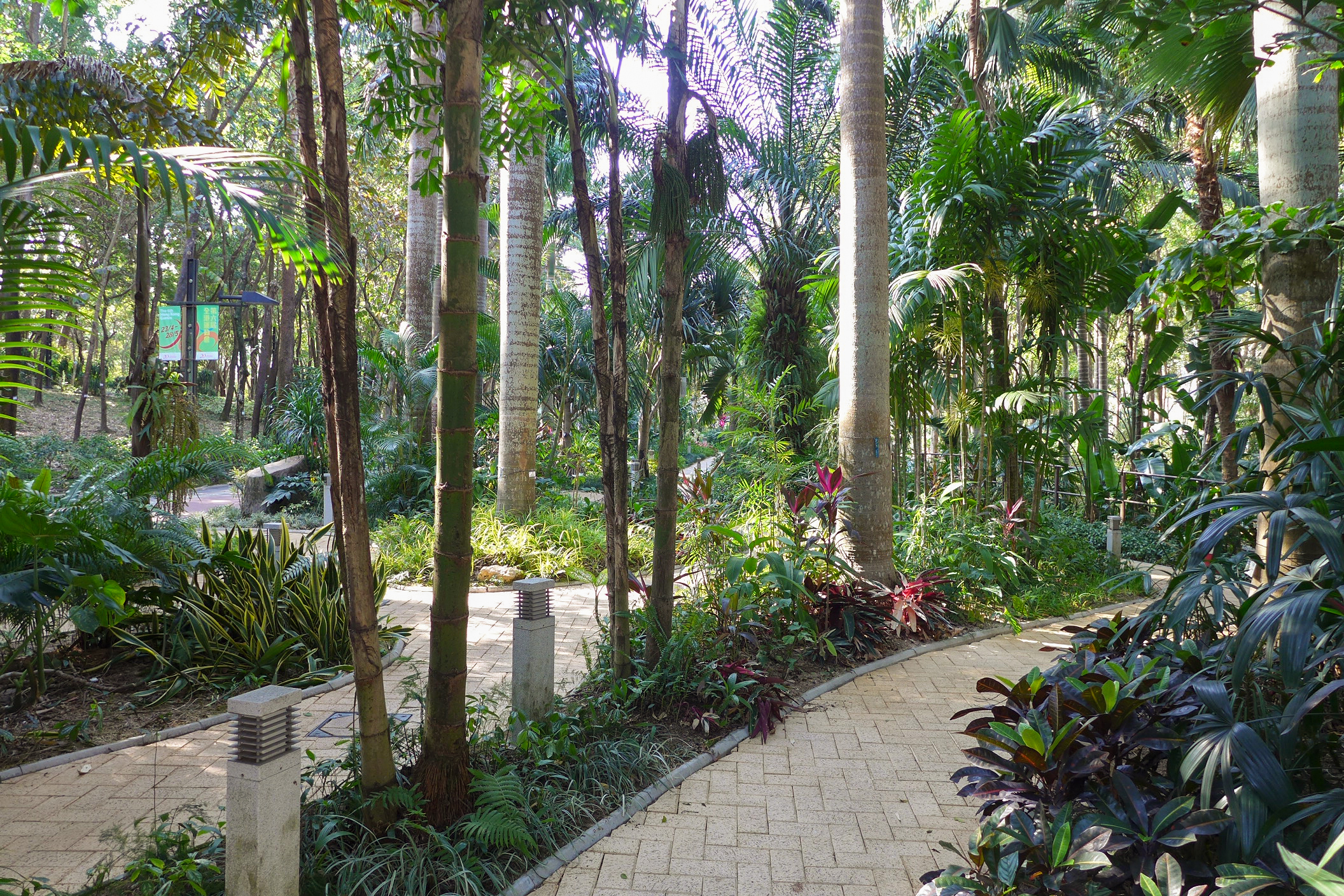
棕櫚園
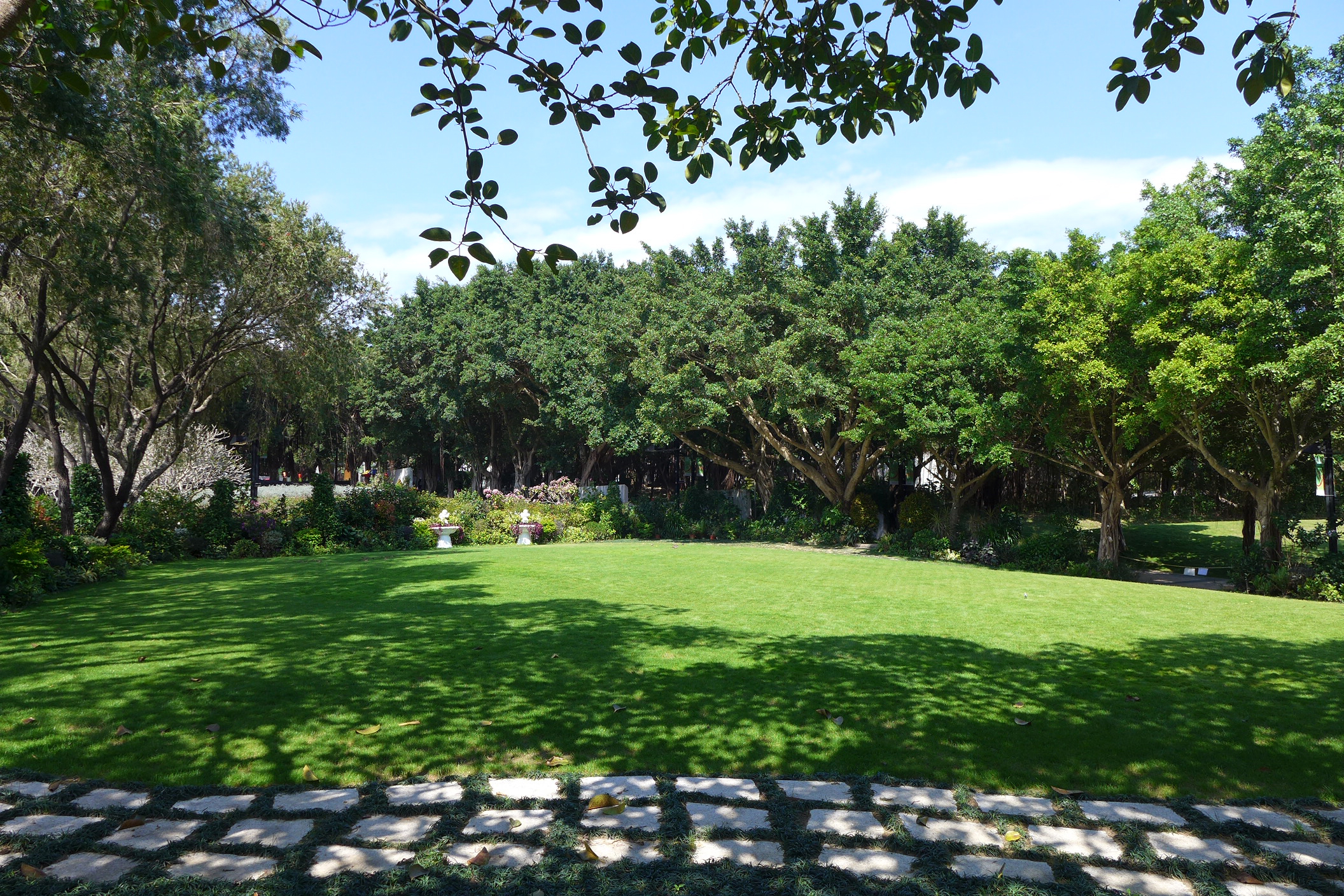
婚禮專用草坪
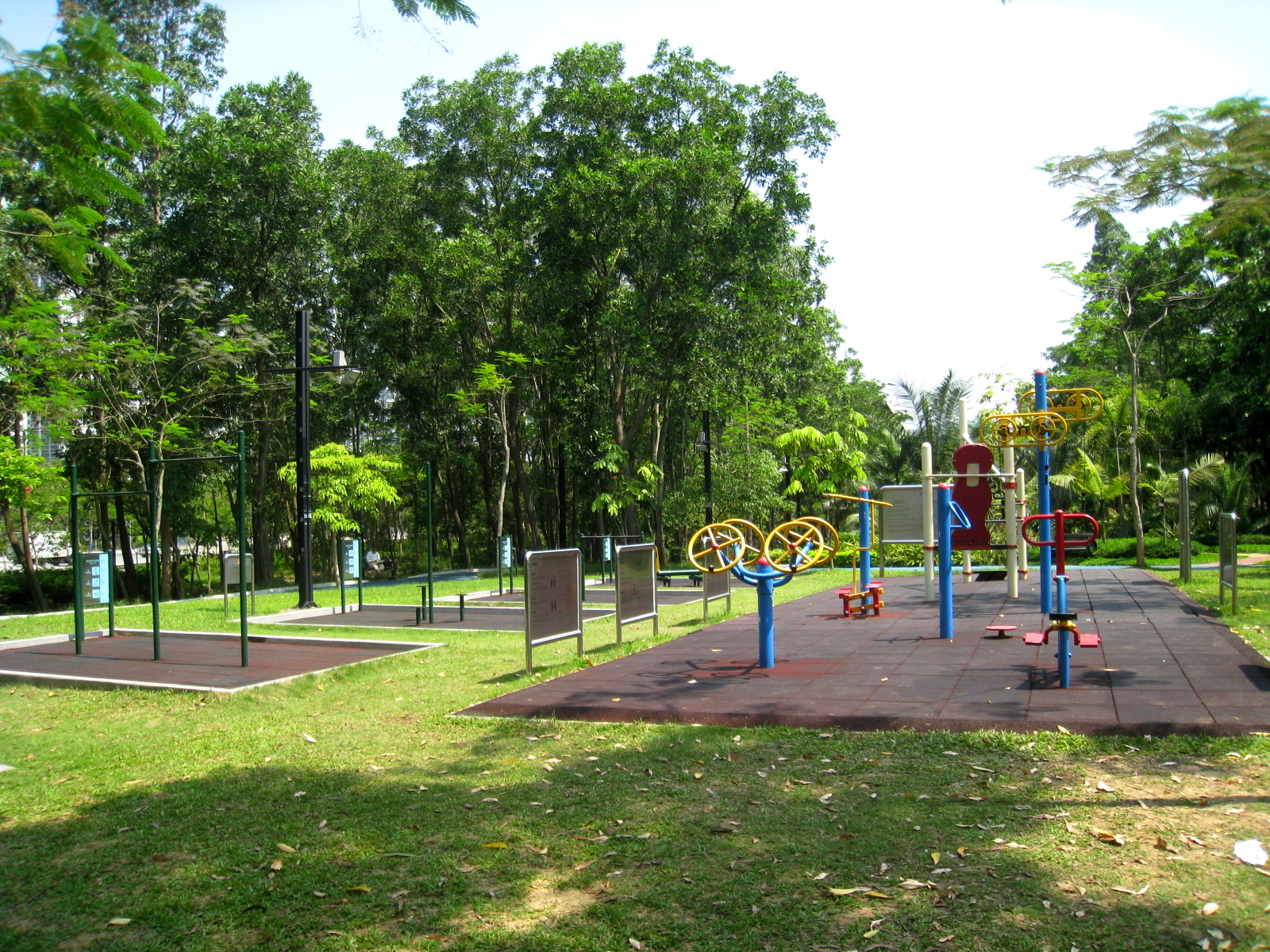
健體設施
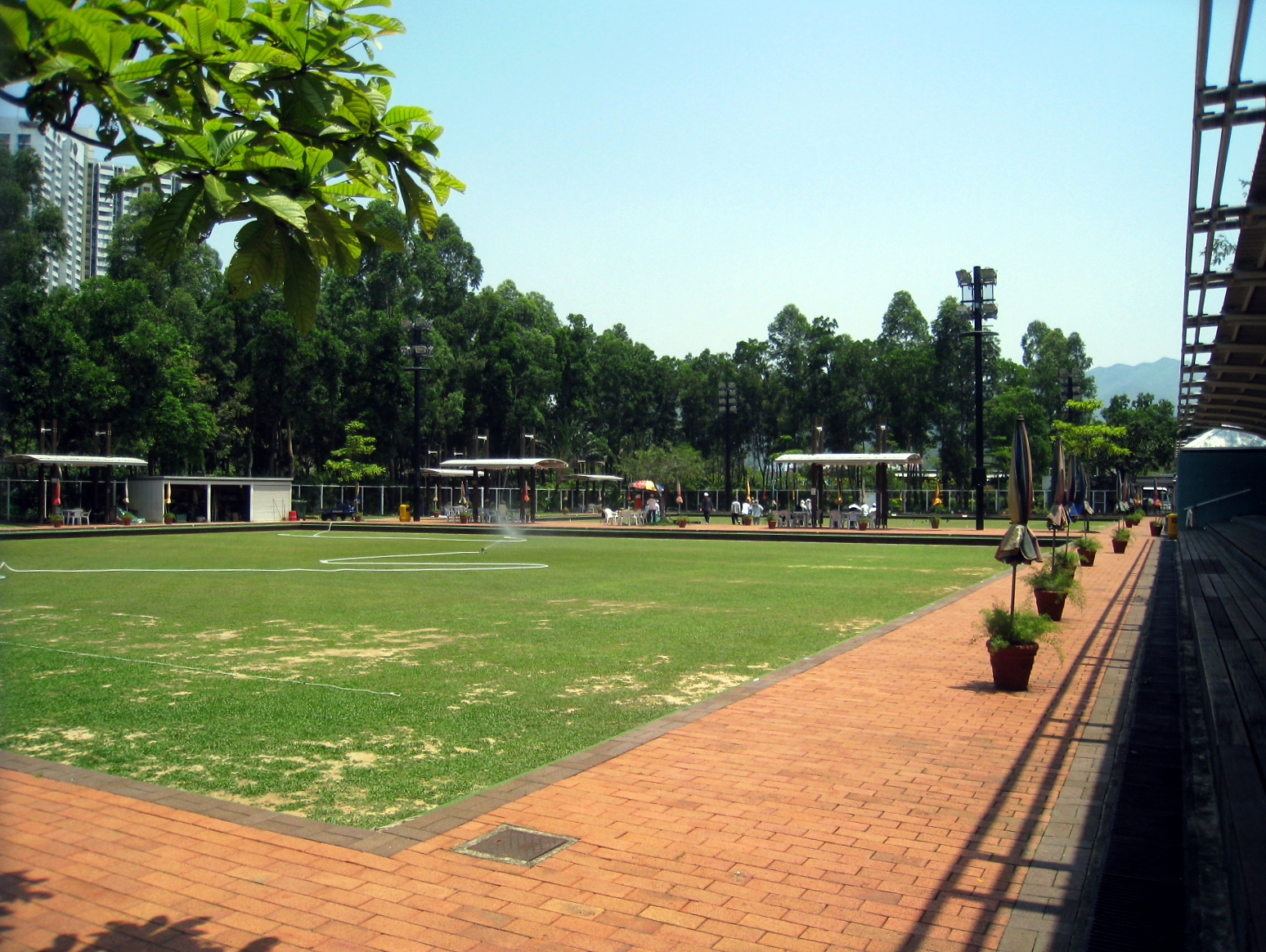
草地滾球場
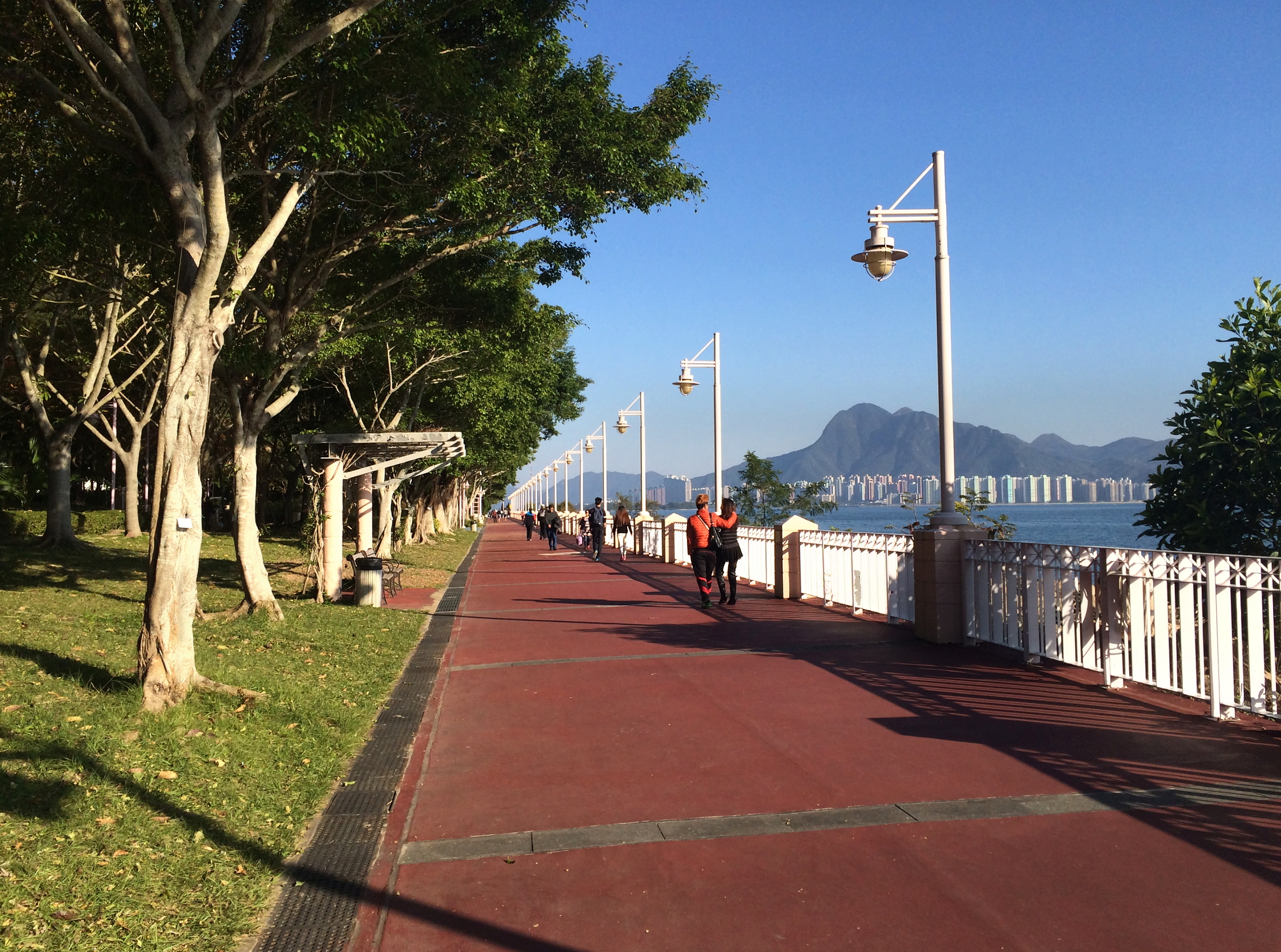
海濱長廊
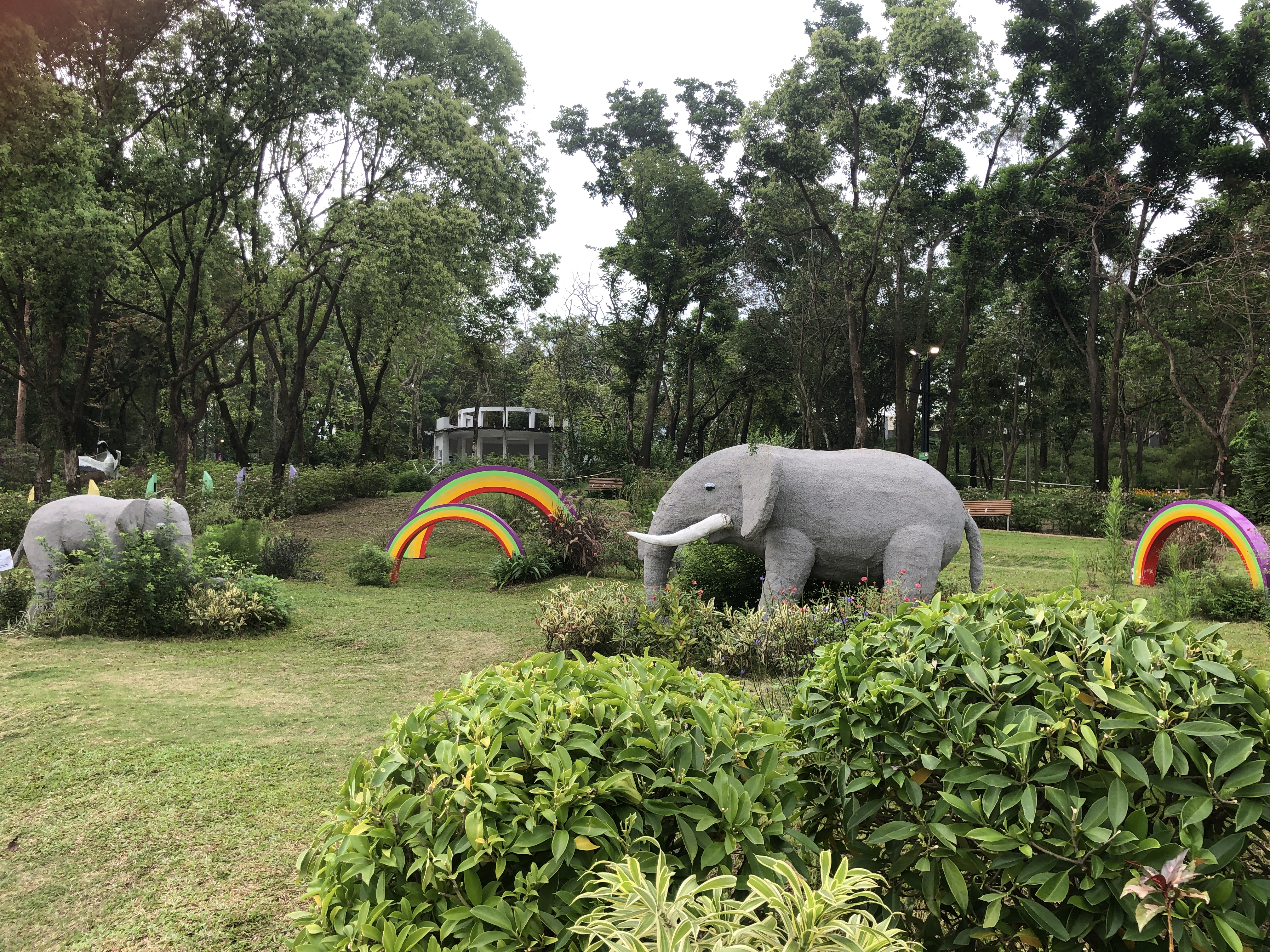
大象與彩虹的裝飾物

## 禁煙安排
此場地（除吸煙區外）嚴禁吸煙。

## 開放時間
- 昆蟲屋：08:00-19:00
- 香港回歸紀念塔：07:00-19:00
- 草地滾球場：
  - 星期一(公眾假期除外)：全天關閉
  - 星期二至星期五：08:00-13:00、18:00-22:00
  - 星期六、日及公眾假期：08:00-22:00
- 門球場：07:00-18:00
- 其他公園設施：全日24小時